# Leichtathletik-U20-Balkan-Meisterschaften 2025
Die 53. Leichtathletik-U20-Balkan-Meisterschaften fanden am 13. Juli im rumänischen Craiova statt. Aufgrund finanzieller Schwierigkeiten wurden das verkürzte Programm an nur einem Tag ausgetragen.

## Ergebnisse Männer

### 100 m
| Platz | Athlet                      | Land | Zeit (s) |
| ----- | --------------------------- | ---- | -------- |
| 1     | Georgi Petkow               | BGR  | 10,42 PB |
| 2     | Oleksandr Komisarenko       | UKR  | 10,44 PB |
| 3     | Filippos Georgantas         | GRC  | 10,48 PB |
| 4     | Bakir Musić                 | BIH  | 10,57 PB |
| 5     | Romanos-Georgios Stathouros | GRC  | 10,63    |
| 6     | Răzvan Stanciu              | ROU  | 10,65    |
| 7     | Emre Ergün                  | TUR  | 10,66 PB |
| 8     | Rostyslaw Dehtjarow         | UKR  | 10,77    |

Wind: +0,8 m/s

### 400 m
| Platz | Athlet                | Land | Zeit (s) |
| ----- | --------------------- | ---- | -------- |
| 1     | Wolodymyr Wowtschenko | UKR  | 46,98 PB |
| 2     | Filip Stanković       | SRB  | 47,15 PB |
| 3     | Mihailo Roćenović     | MNE  | 47,59 PB |
| 4     | Eren Keser            | TUR  | 47,60 PB |
| 5     | Marcel Merc           | SVN  | 47,65    |
| 6     | Markos Antoniades     | CYP  | 47,67    |
| 7     | Dragos Nastasa        | ROU  | 47,71    |
| 8     | Aljaž Škrinjar        | SVN  | 47,79    |

Zusammenfassung der besten acht Athleten aus drei Zeitläufen.

### 800 m
| Platz | Athlet              | Land | Zeit (min)  |
| ----- | ------------------- | ---- | ----------- |
| 1     | Dimitar Pandeliew   | BGR  | 1:50,19     |
| 2     | Benjamin Lakošeljac | SVN  | 1:50,36     |
| 3     | Muhammed Ağgün      | TUR  | 1:51,12 =SB |
| 4     | Baba Swaray         | CYP  | 1:51,45 PB  |
| 5     | Isaac Bonnici       | MLT  | 1:52,85     |
| 6     | Kyrylo Jastremskyj  | UKR  | 1:52,86     |
| 7     | Aristeidis Katselis | GRC  | 1:52,94 PB  |
| 8     | Stanislav Ghereg    | MDA  | 1:53,33     |

Zusammenfassung der besten acht Athleten aus zwei Zeitläufen.

### 1500 m
| Platz | Athlet                | Land | Zeit (min) |
| ----- | --------------------- | ---- | ---------- |
| 1     | Hamza Yaşın           | TUR  | 3:52,76    |
| 2     | Matko Belčić          | CRO  | 3:53,14 SB |
| 3     | Constantin Deaconescu | ROU  | 3:56,35    |
| 4     | David Licsandru       | ROU  | 4:01,23    |
| 5     | Angel Darandaschew    | BGR  | 4:03,83 PB |
| 6     | Dmitrii Sandu         | MDA  | 4:13,88    |

### 3000 m
| Platz | Athlet             | Land | Zeit (min) |
| ----- | ------------------ | ---- | ---------- |
| 1     | Aldin Ćatović      | SRB  | 8:24,89    |
| 2     | Lucian Ștefan      | ROU  | 8:34,88 SB |
| 3     | Furkan Kanlı       | TUR  | 8:38,93    |
| 4     | Sven Franjković    | CRO  | 8:42,06    |
| 5     | Alkiviadis Psychos | GRC  | 9:03,62    |

### 110 m Hürden (99 cm)
| Platz | Athlet              | Land | Zeit (s)  |
| ----- | ------------------- | ---- | --------- |
| 1     | Koray Uygun         | TUR  | 13,53     |
| 2     | Christijan Kassabow | BGR  | 13,69 PB  |
| 3     | Adam Bilokon        | UKR  | 14,01 PB  |
| 4     | Vlad Dumitra        | ROU  | 14,04 =PB |
| 5     | Nikolaos Tsonis     | GRC  | 14,07 PB  |
| 6     | Charalampos Zinonos | CYP  | 14,08 PB  |
| 7     | Stefan Đonić        | SRB  | 14,30 PB  |
| 8     | Benjamin Salnitro   | MLT  | 14,37 PB  |

Zusammenfassung der besten acht Athleten aus zwei Zeitläufen. Der Wind war in beiden Rennen regelkonform.

### 3000 m Hindernis
| Platz | Athlet            | Land | Zeit (min) |
| ----- | ----------------- | ---- | ---------- |
| 1     | Hasan Can Akdemir | TUR  | 9:24,39    |
| 2     | Mihai Șavlovschi  | ROU  | 9:26,95    |
| 3     | Tjaž Djaip        | SVN  | 9:27,62    |
| 4     | Damjan Eror       | AUT  | 9:41,64    |
|       | Pawel Sdrawkow    | BGR  | DNF        |

### 4 × 100 m Staffel
| Platz | Land     | Athleten                                                                          | Zeit (s) |
| ----- | -------- | --------------------------------------------------------------------------------- | -------- |
| 1     | Ukraine  | Daniil Markjewytsch Oleksandr Komisarenko Mychajlo Kowsch Rostyslaw Dehtjarow     | 40,60    |
| 2     | Rumänien | Jesus Bănicioiu Vlad Dumitra Szilard Jakab Răzvan Stanciu                         | 40,90    |
| 3     | Türkei   | Koray Uygun Emre Ergün Buğra Güleryüz Toprak Ege Özdemir                          | 41,49    |
| 4     | Serbien  | Nikolaos Tsonis Romanos-Georgios Stathouros Filippos Georgantas Sarantis Tzelepis | 41,90    |

### Hochsprung
| Platz | Athlet             | Land | Höhe (m) |
| ----- | ------------------ | ---- | -------- |
| 1     | Yasir Kuduban      | TUR  | 2,09     |
| 2     | Paschalis Gennikis | GRC  | 2,07     |
| 3     | Kristian Zanew     | BGR  | 2,05 PB  |
| 4     | Ioannis Agapis     | GRC  | 2,05     |
| 5     | Amin Ajdinović     | SRB  | 2,03 SB  |
| 5     | Vuk Šolaja         | SRB  | 2,03     |
| 7     | Andreas Gamsjäger  | AUT  | 1,97     |
| 8     | Manol Geschew      | BGR  | 1,97 =PB |

### Weitsprung
| Platz | Athlet            | Land | Weite (m) |
| ----- | ----------------- | ---- | --------- |
| 1     | Luka Bošković     | SRB  | 7,66      |
| 2     | Aleks Bezkorvanij | SRB  | 7,54      |
| 3     | Sarantis Tzelepis | GRC  | 7,40      |
| 4     | Mihnea Eșanu      | ROU  | 7,37 PB   |
| 5     | Yusuf Şenödeyici  | TUR  | 7,29 PB   |
| 6     | Ștefan Gagiu      | ROU  | 7,19 SB   |
| 7     | Dmytro Sawyzkyj   | UKR  | 7,17      |
| 8     | Maks Duhovnik     | SVN  | 6,98      |

### Kugelstoßen (6 kg)
| Platz | Athlet                   | Land | Weite (m) |
| ----- | ------------------------ | ---- | --------- |
| 1     | Jan Ferina               | CRO  | 18,77     |
| 2     | Stefan Ciobanu           | ROU  | 18,59     |
| 3     | Zdravko Kanjevac         | SRB  | 17,81 PB  |
| 4     | Denis Cutcoveţchi        | MDA  | 17,77     |
| 5     | Iwan Brus                | UKR  | 17,54 PB  |
| 6     | Maksym Lawryk            | UKR  | 17,48     |
| 7     | Chrysovalantis Kanotzian | GRC  | 17,45     |
| 8     | Kiril Georgiew           | BGR  | 17,12 PB  |

### Dreisprung
| Platz | Athlet                | Land | Weite (m) |
| ----- | --------------------- | ---- | --------- |
| 1     | Singa Barbosa Firmino | BGR  | 15,88 PB  |
| 2     | Ioannis Gkartsios     | SRB  | 15,75     |
| 3     | Eduard Unguroaica     | ROU  | 15,67     |
| 4     | Emre Çolak            | TUR  | 15,18 SB  |
| 5     | Miloš Kojadinović     | SRB  | 15,11 PB  |
| 6     | Manuk Howhannisjan    | ARM  | 14,94     |
| 7     | Kristian Safirow      | BGR  | 14,52     |
| 8     | Anastasios Kostakis   | GRC  | 14,45     |

### Diskuswurf (1,75 kg)
| Platz | Athlet                | Land | Weite (m) |
| ----- | --------------------- | ---- | --------- |
| 1     | Jaroslaw Lystopad     | UKR  | 55,38     |
| 2     | Alen Zupanc           | SVN  | 54,79 PB  |
| 3     | Danylo Batartschuk    | UKR  | 54,60     |
| 4     | Eray Kalın            | TUR  | 51,98 PB  |
| 5     | Mihai Motorca         | ROU  | 51,80     |
| 6     | Stefan Gaisbauer      | AUT  | 50,91     |
| 7     | Lazar Andžić          | SRB  | 48,74 PB  |
| 8     | Athanasios Papoulidis | GRC  | 45,98     |

### Hammerwurf (6 kg)
| Platz | Athlet              | Land | Weite (m) |
| ----- | ------------------- | ---- | --------- |
| 1     | Igor Olaru          | MDA  | 71,38     |
| 2     | Artem Tscherkaschyn | UKR  | 69,89     |
| 3     | Dimo Andreew        | BGR  | 69,44     |
| 4     | Andraž Rajher       | SVN  | 69,35     |
| 5     | Kyriakos Kaittanis  | CYP  | 66,72     |
| 6     | Ilia Ciui           | MDA  | 66,31     |
| 7     | Nikolaos Sidirenios | GRC  | 16,03     |
| 8     | Jovan Milivojević   | SRB  | 61,19     |

### Speerwurf
| Platz | Athlet                | Land | Weite (m) |
| ----- | --------------------- | ---- | --------- |
| 1     | Niko Štajmec          | SVN  | 70,09     |
| 2     | Narcis Popescu        | ROU  | 67,90     |
| 3     | Matic Vidmar          | SVN  | 65,04     |
| 4     | Grigorios Gkatsioudis | GRC  | 69,35 SB  |
| 5     | Branko Pokrajac       | SRB  | 60,55     |
| 6     | Emi̇rhan Kanar         | TUR  | 57,43     |
| 7     | Matei Lungu           | MDA  | 54,53     |

## Ergebnisse Frauen

### 100 m
| Platz | Athletin            | Land | Zeit (s) |
| ----- | ------------------- | ---- | -------- |
| 1     | Radina Welitschkowa | BGR  | 11,45 PB |
| 2     | Anna Karandukowa    | UKR  | 11,58    |
| 3     | Vita Penezić        | CRO  | 11,64 PB |
| 4     | Raja Dimitrowa      | BGR  | 11,67 PB |
| 5     | İrem Yıldırım       | TUR  | 11,73 PB |
| 6     | Patricia Brunninger | AUT  | 11,75 PB |
| 7     | Tamara Prekajac     | SRB  | 11,81 PB |
| 8     | Klara Janža         | SVN  | 11,85 PB |

Wind: +1,4 m/s

### 400 m
| Platz | Athletin          | Land | Zeit (s) |
| ----- | ----------------- | ---- | -------- |
| 1     | Stefania Balint   | ROU  | 53,72 PB |
| 2     | Ema Vehovar       | SVN  | 54,22    |
| 3     | Florina Capotă    | ROU  | 54,44    |
| 4     | Iwanna Oleksjuk   | UKR  | 54,74    |
| 5     | Kalliopi Rempelou | GRC  | 55,30    |
| 6     | Kristina Petkowa  | BGR  | 55,30 SB |
| 7     | Ivi-Fani Senkala  | GRC  | 55,80    |
| 8     | Lara Jurčić       | CRO  | 55,83    |

Zusammenfassung der besten acht Athletinnen aus drei Zeitläufen.

### 800 m
| Platz | Athletin           | Land | Zeit (min) |
| ----- | ------------------ | ---- | ---------- |
| 1     | Maša Rajić         | SRB  | 2:09,58    |
| 2     | Elena Tomić        | CRO  | 2:11,01    |
| 3     | Rosina Nikolowa    | BGR  | 2:11,52 SB |
| 4     | Maria Stavrianou   | GRC  | 2:12,14    |
| 5     | Stefania Ljubenowa | BGR  | 2:14,39    |
| 6     | Sofija Potić       | SVN  | 2:14,66    |
| 7     | Nina Turčin        | SVN  | 2:15,07    |
| 8     | Daria Nina         | ROU  | 2:15,63    |

### 1500 m
| Platz | Athletin          | Land | Zeit (min) |
| ----- | ----------------- | ---- | ---------- |
| 1     | Amelie Njoki Šulc | SVN  | 4:24,26    |
| 2     | Ana Vita Verneker | SVN  | 4:25,07 SB |
| 3     | İran İnce         | TUR  | 4:26,75 PB |
| 4     | Mireya Bugeja     | MLT  | 4:26,97    |
| 5     | Myrto Valacha     | GRC  | 4:27,40 PB |
| 6     | Denisa Horlescu   | ROU  | 4:42,51 PB |

### 3000 m
| Platz | Athletin            | Land | Zeit (min) |
| ----- | ------------------- | ---- | ---------- |
| 1     | Alexandra Hudea     | ROU  | 9:39,37 PB |
| 2     | Havva Efe           | TUR  | 9:46,98 PB |
| 3     | Sofija Hordijtschuk | UKR  | 10:11,88   |
| 4     | Marta Bešić         | CRO  | 10:32,34   |
|       | Ema Pika Raj        | SVN  | DNF        |

### 100 m Hürden
| Platz | Athletin                | Land | Zeit (s) |
| ----- | ----------------------- | ---- | -------- |
| 1     | Iwa Deliwerska          | BGR  | 13,56 PB |
| 2     | İrem Yiğit              | TUR  | 14,00    |
| 3     | Emili Kirjakowa         | BGR  | 14,08 PB |
| 4     | Jelysaweta Semljanikina | UKR  | 14,15    |
| 5     | Teodora Golubović       | SRB  | 14,36    |
| 6     | Walerija Dmytraschko    | UKR  | 14,52    |
| 7     | Ioanna-Rozalia Moutsaki | GRC  | 14,672   |
| 8     | Lena Milinković         | SRB  | 14,85    |

Zusammenfassung der besten acht Athletinnen aus zwei Zeitläufen. Der Wind war in beiden Rennen regelkonform.

### 3000 m Hindernis
| Platz | Athletin          | Land | Zeit (min)  |
| ----- | ----------------- | ---- | ----------- |
| 1     | Mejra Mehmedović  | SRB  | 10:28,56 SB |
| 2     | Lara Balažic      | SVN  | 10:47,35 PB |
| 3     | Sofia Samara      | GRC  | 11:11,89    |
| 4     | Elanur Şen        | TUR  | 11:12,62    |
| 5     | Anika Atanassowa  | BGR  | 11:26,90 SB |
| 6     | Maria Gherghinoiu | ROU  | 11:26,90 SB |
|       | Pamela Eni        | BGR  | DNF         |

### 4 × 100 m Staffel
| Platz | Land         | Athletinnen                                                                   | Zeit (s) |
| ----- | ------------ | ----------------------------------------------------------------------------- | -------- |
| 1     | Kroatien     | Dora Androlić Nevia Fotak Lara Jurčić Vita Penezić                            | 45,99    |
| 2     | Rumänien     | Stefania Balint Ana-Maria Dogan Daria Vrînceanu Melisa Niculae                | 46,08    |
| 3     | Türkei       | İrem Yiğit Ekin Yurttaş Zeynep Kaya İrem Yıldırım                             | 46,57    |
| 4     | Serbien      | Teodora Golubović Minja Kopunović Lena Milinković Tamara Prekajac             | 46,73    |
| 5     | Slowenien    | Ema Vehovar Maša Podgornik Taja Pučko Klara Janža                             | 47,64    |
| 6     | Griechenland | Ioanna-Rozalia Moutsaki Kiriaki Tsaousi Elisavet Anastasiadi Ivi-Fani Senkala | 48,06    |

### Hochsprung
| Platz | Athletin           | Land | Höhe (m) |
| ----- | ------------------ | ---- | -------- |
| 1     | Iren Sarabojukowa  | BGR  | 1,78     |
| 2     | Natalija Vojinović | SRB  | 1,76     |
| 3     | Olympia Tzouveli   | GRC  | 1,76 PB  |
| 4     | Iva Bežanović      | SRB  | 1,76     |
| 5     | Christiane Krifka  | AUT  | 1,74     |
| 6     | Natali Kostowa     | BGR  | 1,74     |
| 7     | Lena Ionescu       | ROU  | 1,74     |
| 8     | Sajra Selimović    | BIH  | 1,71     |

### Weitsprung
| Platz | Athletin            | Land | Weite (m) |
| ----- | ------------------- | ---- | --------- |
| 1     | Sijana Brambarowa   | BGR  | 6,44 PB   |
| 2     | Ana-Maria Dogan     | ROU  | 6,13 w    |
| 3     | Milica Stanimirović | SRB  | 6,10 PB   |
| 4     | Anna Schewtschenko  | UKR  | 6,07 PB   |
| 5     | Anna Ćurković       | CRO  | 5,97      |
| 6     | Nika Jordan Cujnik  | SVN  | 5,91 w    |
| 7     | Emina Omanović      | BIH  | 5,89      |
| 8     | Nevia Fotak         | CRO  | 5,77      |

### Dreisprung
| Platz | Athletin                  | Land | Weite (m) |
| ----- | ------------------------- | ---- | --------- |
| 1     | Daria Vrinceanu           | ROU  | 13,64 PB  |
| 2     | Aleyna Karabulut          | TUR  | 13,36 PB  |
| 3     | Anschelina Petkowa        | BGR  | 12,92     |
| 4     | Eleni Nektaria Mama       | GRC  | 12,81     |
| 5     | Styliani Chatzirafailidou | GRC  | 12,67     |
| 6     | Marija Nisić              | SRB  | 12,57     |
| 7     | Eylül Dönmez              | TUR  | 12,45     |
| 8     | Taja Pučko                | SVN  | 12,32     |

### Kugelstoßen
| Platz | Athletin              | Land | Weite (m) |
| ----- | --------------------- | ---- | --------- |
| 1     | Ilektra Chioutakakou  | GRC  | 14,83     |
| 2     | Adina Fîrţală         | ROU  | 14,39     |
| 3     | Zara Veltruski        | CRO  | 14,12 PB  |
| 4     | Özlem Özcan           | TUR  | 13,80     |
| 5     | Nuša Lužnik           | SVN  | 13,80     |
| 6     | Aleksandra Trifunović | SRB  | 12,64     |

### Diskuswurf
| Platz | Athletin          | Land | Weite (m) |
| ----- | ----------------- | ---- | --------- |
| 1     | Vasiliki Samolada | GRC  | 52,26     |
| 2     | Daria Chitu       | ROU  | 47,83     |
| 3     | Sümeyye Nur Şirin | TUR  | 46,76 PB  |
| 4     | Ana Visan         | ROU  | 46,57     |
| 5     | Mia Nekić         | CRO  | 45,43     |

### Hammerwurf
| Platz | Athletin                 | Land | Weite (m) |
| ----- | ------------------------ | ---- | --------- |
| 1     | Paraskevi Poulli         | GRC  | 58,29     |
| 2     | Taljana Kowaltschuk      | UKR  | 56,04 PB  |
| 3     | Ni̇sa Nur Özdemir         | TUR  | 53,22 PB  |
| 4     | Valentina Drakopouloulou | GRC  | 53,21     |
| 5     | Martina Burcer           | SRB  | 43,19     |
| 6     | Stefania Bucataru        | ROU  | 42,33     |

### Speerwurf
| Platz | Athletin                   | Land | Weite (m) |
| ----- | -------------------------- | ---- | --------- |
| 1     | Rabiye Çiçek               | TUR  | 53,14 PB  |
| 2     | Yeoryia-Theofania Katsarou | GRC  | 47,78     |
| 3     | Barbola Bede               | SRB  | 41,49     |
| 4     | Beatrice Dragan            | ROU  | 41,05 PB  |
| 5     | Anđelina Lašić             | MNE  | 38,98     |

## Medaillenspiegel
| Platz | Land      |   |   |   |   |
| ----- | --------- | - | - | - | - |
| 1     | Bulgarien | 2 | 1 | 2 | 5 |
| 2     | Türkei    | 1 | 1 | 0 | 2 |
| 3     | Moldau    | 1 | 0 | 0 | 1 |
| 4     | Ukraine   | 0 | 1 | 1 | 2 |
| 5     | Rumänien  | 0 | 1 | 0 | 1 |
| 6     | Serbien   | 0 | 0 | 1 | 1 |